# Tricyphona perpallens
Tricyphona (Tricyphona) perpallens là một loài ruồi trong họ Pediciidae. Chúng phân bố ở vùng Indomalaya.